# Atreusz
Atreusz (görögül: Ἀτρεύς) a görög mitológiában Pelopsz és Hippodameia fia. Testvére Thüesztész. Felesége Aeropé, gyermekei Agamemnón, Mükéné későbbi királya és Menelaosz, Spárta későbbi uralkodója.

## Mükéné királya
Miután apja féltestvérük, Khrüszipposz meggyilkolása miatt száműzte őt és fivérét Éliszből, Atreusz Mükénébe menekült, és annak királya lett, a királyságot ideiglenesen ruházta át rá Eurüsztheusz, aki hadba indult a Héraklediák (Héraklész nagy számú utódai) ellen, és oda is veszett a háborúban. Atreusz királyi jogara, a hatalom jelvénye, öröklés útján kerül Thüesztész kezébe, tőle pedig Atreusz fia, Agamemnón örökli.

## A történeti Atreusz
Egy hettita szövegben, a „Vádemelés Madduwatta ellen” (CTH#147) címűben a görögök és a hettiták között zajló összecsapásokról számol be az i. e. 15. század végén vagy az i. e. 14. század elején. A görögök vezetőjét Attaršiyaš, Attariššiyaš vagy Atriyaš néven említik, akit egyre többen Atreuszként azonosítanak. Az ellenvélemény szerint ugyan a név görög, ráadásul Ahhijava királya, de nem feltétlenül azonos Atreusszal.

## Testvérháború
Az Iliasz még egy szóval se tesz említést a testvérviszályról. A monda lényegi átalakulása minden bizonnyal egy ciklikus eposzban ment végbe; onnan vették a történet fő cselekményszálait az attikai tragédiaköltők és jóval későbbi forrásmunkák. Atreusz és Thüesztész ellenségeskedése itt a „Pelopidák átka” következményeként jelentkezik (Pelopsz leszármazottainak büntetése Tantalosz miatt), amely szörnyű gaztettek egész sorozatát idézi elő mindkét oldalon. Alapja a két testvér hatalomért való versengése. Pelopsz birkanyájat adott két fiának, Atreusznak és Thüesztésznek, arra számítva, hogy a közös tulajdon megtanítja őket a békés együttélésre. A két ifjú azonban hamarosan vitába keveredett egymással. A kiváltó okot ezúttal Hermész szolgáltatta, aki fia, Mirtülosz halálát kívánta megbosszulni, ezért egy aranygyapjas bárányt csempészett a nyájba. Atreusz tudta, hogy birkanyájába egy aranygyapjas bárány keveredett, és azt javasolta a tanács egyik gyűlésén, az kerüljön a trónra, akinek birtokában van az aranygyapjas bárány, mert ez az istenek iránta való jóindulatát bizonyítja. Atreusz megesküdött, hogy legszebb birkáját áldozza fel Artemisz istennőnek, azonban képtelen volt lemondani új szerzeményéről. Bár a bárányt leölte, megtartotta annak gyapját és kitömette, hogy úgy nézzen ki, mintha még mindig élne. Fivére Thüesztész megirigyelte tőle az aranybárányt, és amikor Atreusz felesége, Aeropé szerelemre lobbant iránta, azt mondta neki: „Hajlandó vagyok bármire, de csak akkor, ha elhozod nekem a bárányt. Ha jól meggondoljuk, tulajdonképpen az enyém, hiszen a nyájban az én részem között legelészett.” Aeropé kivette a bárányt a ládából, ahová Atreusz rejtette és titokban odaadta új szerelmének. Thüesztész, miután elorozta az aranygyapjút, felmutatta az egybegyűlteknek.
Amikor ugyanis Mükéné uralkodója utód nélkül halt meg, a város lakói küldöttet menesztettek a jósdába, hogy kikérjék tanácsát, kit válasszanak királyuknak. „Azt, akié az aranybárány.” Amint visszaérkezett a követ, Atreusz bejelentette igényét a trónra. „Beleegyezel abba, hogy a bárány tulajdonosa legyen a király?” – kérdezte tőle Thüesztész, és amikor Atreusz igennel felelt, felmutatta a báránybőrt és magának követelte a trónt. Ekkor Zeusz beavatkozott a fivérek marakodásába, hiszen ő Atreuszt, nem pedig Thüesztészt szánta Mükéné élére. Elküldte a városba szárnyas hírnökét, Hermészt, hogy kérdezze meg Thüesztészt, lemond-e a jogáról, ha a Nap visszafelé kezd el haladni az égen. A férfi nem látott erre semmi esélyt, ezért vígan beleegyezett. Zeusz ekkor visszafordította a Nap fényes szekerét húzó lovakat.

## Kölcsönös bosszú
Atreusz tehát Zeuszhoz fordult segítségért, és az isten kegye jeléül megváltoztatta a Nap és a többi égitest járását (egyes források szerint a Nap a szokásostól eltérően nyugaton kelt fel, és keleten nyugodott le; más források úgy tudják, hogy a Nap addig a pillanatig nyugaton kelt fel, és csak Zeusz beavatkozása után következett be a mostani rend). Atreusz száműzte Thüesztészt és gyermekeit. Atreusz tudta, hogy felesége saját testvérbátyjának szeretője lett. Egy ideig úgy tett, mintha megbocsátott volna mindkettőjüknek és még akkor sem árulta el magát, amikor Aeropé ikerfiúkat szült ellenségének, Pleiszthenészt és Tantaloszt. Aeropé és Atreusz házasságból két fiú, Agamemnón és Menelaosz, illetve egy lány született, valamint velük élt Atreusz előző házasságából született fia, akit szintén Pleiszthenésznek hívtak, mint féltestvérét. Más változatok szerint Agamemnón és Menelaosz Pleiszthenész fiai voltak, csak annak korai halála után Atreusz nevelte fel őket.
Atreusz bosszút állt fivérén hitvesi ágya beszennyezéséért és korábbi cselszövéseiért, valamint egyes verziók szerint Pleiszthenész elrablásáért vagy megöléséért. A történet folytatása szerint ugyanis Pelopsz-házon ülő átok akkor jelentkezett ismét, amikor Atreusz gyilkosokat küldött Pleiszthenész Thüesztész fia ellen, ők viszont tévedésből Atreusz Pleiszthenész nevű fiát ölték meg. Atreusz ekkor békejobbot nyújtott Thüesztésznek, aki ezt meggondolatlanul elfogadta. Visszatért Mükénébe és magával hozta Aeropé csöppnyi ikerpárját, valamint három idősebb, nimfától született fiát is. Lakomával ünnepelték („Atreusz lakomája”) a békét, ahol Thüesztésznek lemészárolt fiai húsából készített ételt tálalt fel. Maga tette meg a bizarr előkészületeket: megölte és feldarabolta Thüesztész három idősebb fiát, majd az üstben hozzáadta a kisbabák húsát is az étekhez. Miután vacsoráztak, egy másik tálon előhozta a gyermekek levágott végtagjait és véres fejét. Szörnyű fájdalmában Thüesztész rosszul lett, hányni kezdett és megátkozta bátyja családját. Egyes források ehhez az epizódhoz kapcsolták a Nap járásának újabb változását, amelynek révén helyreállt a korábban felborult rend. Ebéd után, megtudva, mivel vendégelték meg, Thüesztész megátkozta Atreuszt és minden ivadékát (miazma), s ez az átok teljesül be később Agamemnónon és Oresztészen, Agamemnón fián.

## Thüesztész bosszúja
Thüesztész a delphoi jósda tanácsát kérte ki, hogyan állhatna bosszút Atreuszon, ahol közölték vele, hogy saját leányát kell teherbe ejtenie, hogy gyermeke szülessen. Olyan engesztelhetetlen gyűlöletet érzett Atreusz iránt, hogy egy pillanatig sem habozott. Felkereste leányát, Pelopeiát, Pallasz Athéné papnőjét, majd maszkot viselve erőszakot tett rajta, hogy fel ne ismerjék. Menekülés közben elejtette kardját, amelyet Pelopeia megőrzött, mint egyetlen bizonyítékot támadója kilétével kapcsolatban. Amikor Atreusz udvarolni kezdett neki, már apja gyermekét hordta a szíve alatt. Hozzáment az előző feleségét tengerbe fojtó zsarnokhoz és nyolc hónappal később megszülte Thüesztész fiát.
Aigisztosznak nevezte el a kisbabát, akit látni sem bírt, ezért kirakta egy hegyoldalba, hogy ott pusztuljon el. Atreusz azonban úgy vélte, Pelopeia csupán szülés utáni, múló depresszióban szenved, ezért szolgákat küldött, hogy mentsék meg a gyermek, Mükéné trónörökösének életét. A problémák ezután még korántsem értek véget. Atreusz igazi fiai, Agamemnón és Meneláosz foglyul ejtették és Mükénébe hurcolták Thüesztészt. Atreusz ráparancsolt ekkor még mindössze hétéves fiára Aigisztoszra, hogy ölje meg a királyt a várbörtönben. Thüesztész könnyedén kicsavarta a fiú kezéből a fegyvert és éppen lesújtani készült támadójára, amikor hirtelen felismerte a kardot, amelyet ő maga veszített el, amikor megerőszakolta leányát. „Megkímélem életedet, ha megteszel nekem három dolgot, amire utasítalak – mondta a fiúnak. Elsőként híd ide atyád feleségét.” Aigisztosz betartotta szavát és Pelopeiával együtt tért vissza a tömlöcbe. Az asszony kitörő örömmel fogadta édesapját. Öröme egészen addig tartott, amíg Thüesztész fel nem fedte előtte az igazságot, hogy az övé Aigisztosz kardja és ő maga az a férfi, aki erőszakot tett rajta. Pelopeia elszörnyedve hallgatta meg apját és bánatában kardjába dőlt, erőszaktevő apja és öcs-gyermeke szeme láttára. Ekkor Thüesztész arra utasította Aigisztoszt, hogy mutassa meg Atreusznak a véres kardot és hazudja azt, hogy parancsa szerint megölte Thüesztészt. Amint befejezte szavait, elmagyarázta fiának, ki is ő valójában és arra kérte, ölje meg Atreuszt helyette. Aigisztosz támadása meglepte a bátyja halálát ünneplő királyt, aki nem tudott védekezni. Halálakor ismét Thüesztész lett Mükéné ura, oldalán örökösével, Aigisztosszal.
Miután Thüesztész meggyilkoltatta fivérét, Atreuszt és Mükéné trónjára ült, Agamemnón és Meneláosz, Atreusz két fia Spártába menekült. Tündareósz spártai király segített nekik legyőzni a trónbitorló Thüesztészt, így a cím az idősebbik fiúra, Agamemnónra szállt. Ekkor Thüesztész és Aigisztosz kényszerült titokban elhagyni a várost. Agamemnónból nagy király és tehetséges hadvezér vált, így hamarosan sok görög város fizetett neki hadisarcot. Agamemnón megölte unokafivérét, a harmadik Tantaloszt és hadizsákmány gyanánt feleségül vette annak özvegyét, Klütaimnésztrát, Heléna ikernővérét.